# Helsingfors IFK
Helsingfors IFK bzw. Helsingin IFK (kurz HIFK, ursprünglich Idrottsföreningen Kamraterna i Helsingfors) ist ein zweisprachiger (finnlandschwedisch und finnischer) Sportverein aus Helsinki (schwed. Helsingfors), Finnland, der 1897 gegründet wurde. Der Verein deckt die Sportarten Eishockey, Fußball, Bandy, Unihockey, Handball, Leichtathletik und Bowling ab. In allen vertretenen Mannschaftssportarten gehört HIFK zu den erfolgreichsten Vereinen Finnlands und hat zahlreiche finnische Meisterschaften errungen.

## Eishockey
Seit 1927 wird im HIFK Eishockey betrieben, eine eigenständige Sektion Eishockey wurde 1945 gegründet. Die Eishockeyabteilung wurde maßgeblich durch den ehemaligen NHL-Spieler und Stanley-Cup-Sieger Carl Brewer beeinflusst, der 1968 als Spielertrainer engagiert wurde. Brewer führte beim HIFK die nordamerikanische Spielweise ein, die seither im Verein gepflegt wird. Brewers Einfluss auf die Entwicklung des finnischen Eishockeysports wurde 2003 gewürdigt, als dieser in die Finnische Hockey Hall of Fame aufgenommen wurde.
Seit Gründung der Eishockeyabteilung hat die Mannschaft die finnische Eishockey-Meisterschaft insgesamt sieben Mal gewonnen, (1969, 1970, 1974, 1980, 1983, 1998 und  2011). HIFK spielt seine Heimspiele in der Helsingin Jäähalli.

### Spieler

#### Gesperrte Trikotnummern
- #1 Stig Wetzell, 1972–1983
- #5 Heikki Riihiranta, 1967–1983
- #7 Simo Saarinen, 1980–1996
- #9 Kimmo Kuhta, 1996–2013
- #17 Matti Murto, 1964–1983
- #20 Matti Hagman, 1972–1992
- #22 Mika Kortelainen, 1987–2002
- #23 Pertti Lehtonen, 1976–1998
- #35 Sakari Lindfors, 1985–2002

#### Individuelle Auszeichnungen
| Saison  | Auszeichnung                    | Preisträger       |
| ------- | ------------------------------- | ----------------- |
| 1970/71 | Raimo-Kilpiö-Trophäe            | Matti Murto       |
| 1973/74 | Jarmo Wasaman muistopalkinto    | Matti Hagman      |
| 1979/80 | Kalevi-Numminen-Trophäe         | Jorma Rikala      |
| 1979/80 | Aarne-Honkavaara-Trophäe        | Matti Hagman      |
| 1979/80 | Veli-Pekka-Ketola-Trophäe       | Matti Hagman      |
| 1981/82 | Bester Verteidiger der SM-liiga | Pekka Rautakallio |
| 1982/83 | Matti-Keinonen-Trophäe          | Carey Wilson      |
| 1982/83 | Veli-Pekka-Ketola-Trophäe       | Matti Hagman      |
| 1983/84 | Jarmo Wasaman muistopalkinto    | Joel Paunio       |
| 1983/84 | Veli-Pekka-Ketola-Trophäe       | Matti Hagman      |
| 1984/85 | Matti-Keinonen-Trophäe          | Esa Tikkanen      |
| 1984/85 | Veli-Pekka-Ketola-Trophäe       | Matti Hagman      |
| 1985/86 | Aaro-Kivilinna-Gedenk-Trophäe   | HIFK              |
| 1986/87 | Aaro-Kivilinna-Gedenk-Trophäe   | HIFK              |
| 1987/88 | Kalevi-Numminen-Trophäe         | Pentti Matikainen |
| 1987/88 | Aaro-Kivilinna-Gedenk-Trophäe   | HIFK              |

| Saison  | Auszeichnung                  | Preisträger      |
| ------- | ----------------------------- | ---------------- |
| 1988/89 | Aaro-Kivilinna-Gedenk-Trophäe | HIFK             |
| 1992/93 | Jarmo Wasaman muistopalkinto  | Ville Peltonen   |
| 1996/97 | Jarmo Wasaman muistopalkinto  | Olli Jokinen     |
| 1997/98 | Kalevi-Numminen-Trophäe       | Erkka Westerlund |
| 1997/98 | Urpo-Ylönen-Trophäe           | Tim Thomas       |
| 1997/98 | Jari-Kurri-Trophäe            | Olli Jokinen     |
| 1997/98 | Matti-Keinonen-Trophäe        | Olli Jokinen     |
| 1998/99 | Pekka-Rautakallio-Trophäe     | Brian Rafalski   |
| 1998/99 | Matti-Keinonen-Trophäe        | Brian Rafalski   |
| 1998/99 | Veli-Pekka-Ketola-Trophäe     | Jan Čaloun       |
| 1998/99 | Lasse-Oksanen-Trophäe         | Jan Čaloun       |
| 1999/00 | Pekka-Rautakallio-Trophäe     | Toni Lydman      |
| 2000/01 | Aarne-Honkavaara-Trophäe      | Jaroslav Bednář  |
| 2001/02 | Jarmo Wasaman muistopalkinto  | Joonas Vihko     |
| 2002/03 | Jarmo Wasaman muistopalkinto  | Toni Söderholm   |

| Saison  | Auszeichnung                      | Preisträger      |
| ------- | --------------------------------- | ---------------- |
| 2003/04 | Raimo-Kilpiö-Trophäe              | Kimmo Kuhta      |
| 2003/04 | Pekka-Rautakallio-Trophäe         | Toni Söderholm   |
| 2003/04 | Aarne-Honkavaara-Trophäe          | Timo Pärssinen   |
| 2003/04 | Veli-Pekka-Ketola-Trophäe         | Timo Pärssinen   |
| 2003/04 | Lasse-Oksanen-Trophäe             | Timo Pärssinen   |
| 2005/06 | Aarne-Honkavaara-Trophäe          | Tony Salmelainen |
| 2005/06 | Veli-Pekka-Ketola-Trophäe         | Tony Salmelainen |
| 2005/06 | Lasse-Oksanen-Trophäe             | Tony Salmelainen |
| 2006/07 | Pekka-Rautakallio-Trophäe         | Cory Murphy      |
| 2006/07 | Lasse-Oksanen-Trophäe             | Cory Murphy      |
| 2008/09 | Bester Vorlagengeber der SM-liiga | Kim Hirschovits  |
| 2008/09 | Veli-Pekka-Ketola-Trophäe         | Kim Hirschovits  |
| 2009/10 | Jarmo Wasaman muistopalkinto      | Mikael Granlund  |
| 2009/10 | Raimo-Kilpiö-Trophäe              | Mikael Granlund  |
| 2010/11 | Jari-Kurri-Trophäe                | Toni Söderholm   |
| 2010/11 | Lasse-Oksanen-Trophäe             | Ville Peltonen   |

### Meisterkader

#### 1979/80
| Torhüter: Hannu Riihimäki, Stig Wetzell Verteidiger: Raimo Hirvonen, Jorma Immonen, Pertti Lehtonen, Frank Neal, Seppo Pakola, Heikki Riihiranta, Timo Ukkola, Jarmo Vuorinen Angreifer: Matti Forss, Matti Hagman, Arto Jokinen, Hannu Kapanen, Ari Lähteenmäki, Harri Linnonmaa, Matti Murto, Eso Peltonen, Rainer Risku, Tommi Salmelainen, Ilkka Sinisalo, Arto Sirviö Cheftrainer: Jorma Rikala |

#### 1982/83
| Torhüter: Hannu Lassila, Stig Wetzell Verteidiger: Raimo Hirvonen, Jorma Immonen, Aarre-Kari Kourula, Pertti Lehtonen, Seppo Pakola, Pekka Rautakallio, Heikki Riihiranta, Simo Saarinen Angreifer: Tony Arima, Matti Forss, Matti Hagman, Mika Helkearo, Paul Högbacka, Olli Ignatius, Arto Jokinen, Jari Kapanen, Ari Lähteenmäki, Anssi Melametsä, Matti Murto, Esa Peltonen, Esa Tikkanen, Harri Tuohimaa, Carey Wilson, Geoff Wilson Cheftrainer: Jorma Rikala |

#### 1997/98
| Torhüter: Sakari Lindfors, Tim Thomas Verteidiger: Bob Halkidis, Santeri Heiskanen, Mikko Jokela, Jere Karalahti, Jarno Kultanen, Pertti Lehtonen, Kaj Linna, Jani Nikko, Lauri Puolanne, Brian Rafalski, Kari Rajala, Kimmo Timonen Angreifer: Olli Ahonen, Jan Čaloun, Johan Davidsson, Miika Elomo, Niklas Hagman, Markku Hurme, Olli Jokinen, Kari Kalto, Mika Kortelainen, Kimmo Kuhta, Tom Laaksonen, Christian Ruuttu, Jarkko Ruutu, Toni Sihvonen, Marko Tuomainen, Mikko Vesterinen Cheftrainer: Erkka Westerlund |

#### 2010/11
| Torhüter: Jan Lundell, Juuso Riksman Verteidiger: Martti Järventie, Toni Söderholm A, Mikko Kousa, Ari Vallin, Mikko Kurvinen, Tommi Kovanen, Ilari Melart, Rony Ahonen, Markus Kankaanperä Angreifer: Ville Peltonen C, Kimmo Kuhta, Juha-Pekka Haataja, Petteri Wirtanen, Mikael Granlund, Lennart Petrell, Jeff Hamilton, Teemu Ramstedt, Jerry Ahtola, Siim Liivik, Max Wärn, Eetu Pöysti, Joni Töykkälä, Robert Nyholm, Turo Järvinen Trainerstab: Kari Jalonen, Kai Rautio, Sakari Lindfors |

## Fußball

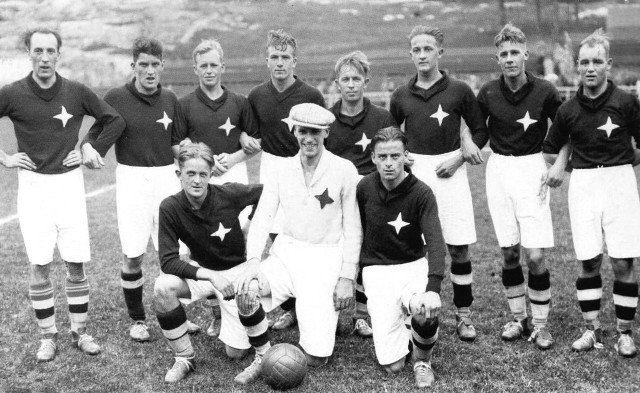
Mannschaftskader 1930

Der Helsingfors IFK ist einer der erfolgreichsten Fußballvereine Finnlands, der in seiner Geschichte insgesamt sieben Mal Finnischer Meister wurde – 1930, 1931, 1933, 1937, 1947, 1959 und 1961 – und zweimal am Europapokal der Landesmeister teilnahm. Allerdings verschwand der Klub nach seinem Abstieg 1972 in den unterklassigen Ligen. Mit dem Aufstieg 2010 erfolgte die Rückkehr in die zweithöchste Spielklasse des finnischen Fußballs (Ykkönen) und der Wechsel der Heimspielstätte vom Töölön Pallokenttä zum Brahe-Platz im Stadtteil Alppiharju. Nach dem Abstieg 2012 in die drittklassige Kakkonen erfolgte 2013 der Wiederaufstieg in die Ykkönen. Die Saison 2014 schloss man aufgrund der besseren Tordifferenz gegenüber FC KTP Kotka als Tabellenführer ab und stieg somit nach 43 Jahren wieder in die Erstklassigkeit auf.

### Erfolge
- Finnischer Meister: 1930, 1931, 1933, 1937, 1946/47, 1959, 1961 (7)
- Finnischer Vizemeister: 1909, 1912, 1928, 1929, 1934, 1935, 1971 (7)
- Finnischer Meisterschaftsdritter: 1932, 1936, 1958, 1970 (4)

### Europapokalbilanz
| Saison  | Wettbewerb                    | Runde    | Gegner              | Gesamt | Hin     | Rück    |
| ------- | ----------------------------- | -------- | ------------------- | ------ | ------- | ------- |
| 1960/61 | Europapokal der Landesmeister | Vorrunde | IFK Malmö           | 2:5    | 1:3 (H) | 1:2 (A) |
| 1962/63 | Europapokal der Landesmeister | Vorrunde | FK Austria Wien     | 3:7    | 3:5 (A) | 0:2 (H) |
| 1971/72 | UEFA-Pokal                    | 1. Runde | Rosenborg Trondheim | 0:4    | 0:3 (A) | 0:1 (H) |

Gesamtbilanz: 6 Spiele, 6 Niederlagen, 5:16 Tore (Tordifferenz −11)

### Ehemalige Spieler
- Verner Eklöf (1913–1920)
- Holger Salin (192?–1943)
- Olof Strömsten (1932–1939)
- Åke Lindman (195?), Olympiateilnehmer, auch als Schauspieler und Regisseur bekannt

### Ehemalige Trainer
- Erik Almgren (1945–1948), wurde 1945 Trainer der Fußballmannschaft

## Unihockey

### Erfolge
Herren:
- Finnischer Meister 2000
- Finnischer Meisterschaftsdritter  1998 und 2003
- Europacupsieger 2001
- Europacup-Dritter 2002
- Finnischer Vizepokalsieger 1998

Damen:
- Finnischer Meister 2001 und 2002
- Finnischer Vizemeister 2000
- Finnischer Meisterschaftsdritter 1999
- Europacup-Dritter 2002

## Handball
Die Handballmannschaften des HIFK gehören zu den prägenden Mannschaften des finnischen Handballs und haben alleine bei den Erwachsenen bisher zusammen 48 nationale Titel gewonnen. Während die erfolgreichste Zeit der Männermannschaft seit den 1980er Jahren vorbei ist, stellt HIFK mit seiner Frauenmannschaft das bedeutendste Damen-Handballteam des Landes, das mit 27 Titeln auch Rekordmeister ist. Europaweit können nur vier Vereine mehr nationale Meistertitel vorweisen als die HIFK-Damen (HF Neistin/Färöer 39, Hypo Niederösterreich/Österreich 37, HBC Bascharage/Luxemburg und LC Brühl Handball/Schweiz je 29, Stand 2013). Den letzten Titel der Herren holte sich HIFK unter Trainer Helmut Kosmehl.

### Erfolge
Herren:
- 7 × finnischer Meister (1945, 1951, 1965, 1966, 1972, 1973, 1974)
- 4 × finnischer Pokalsieger (1975, 1981, 1984, 1988)

Damen:
- 27 × finnischer Meister (erstmals 1946, zuletzt 2013)
- 10 × finnischer Pokalsieger (erstmals 1983, zuletzt 2014)
- nationaler Rekordtitelträger in beiden Wettbewerben

## Leichtathletik
Die Leichtathleten des Vereins gewannen 1918, 1919, 1921, 1922, 1923, 1924 und 1933 die Kalevan malja, die Auszeichnung für die beste Mannschaft bei den finnischen Leichtathletik-Meisterschaften.
Bekannte Leichtathleten des Vereins sind der olympische Silbermedaillengewinner im 400-Meter-Hürdenlauf Erik Wilén (1898–1982), der 400-Meter-Hürdenlauf-Europameister Bertel Storskrubb (1917–1996) und die Mittel- und Langstreckenläuferin Nina Holmén (* 1951).

## Bandy

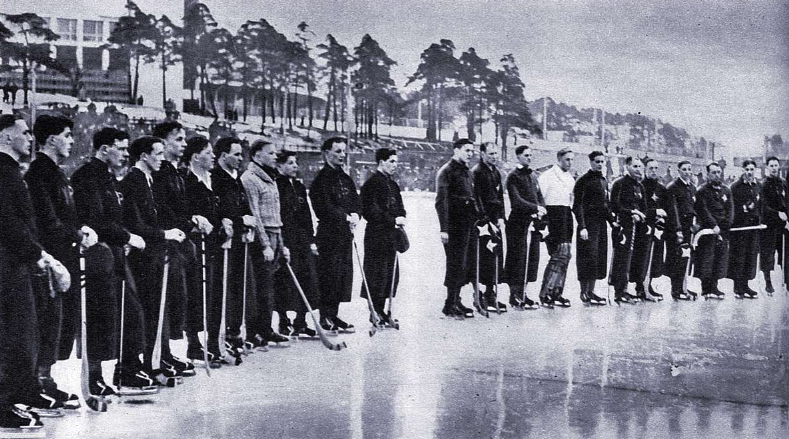
Finale der Bandymeisterschaft 1939, Spieler des HIFK auf der rechten Seite

Seit 1907 besteht die Bandyabteilung des Vereins. Bereits im ersten Winter nahm der Verein an der finnischen Meisterschaftsendrunde teil und erreichte dabei das Finale, in dem man jedoch dem Helsinkier Lokalrivalen Polyteknikkojen Urheiluseura mit 3:8 unterlag. Zwischen 1910 und 1913 gewann HIFK die ersten von bislang 17 Bandymeisterschaften (Stand 2013). Die Damenmannschaft gewann dreimal die finnische Meisterschaft.
Heimspielort ist der Brahe-Platz im Stadtteil Alppiharju.

### Erfolge
- Finnischer Meister: 1910, 1911, 1912, 1913, 1934, 1935, 1938, 1939, 1941, 1944, 1978, 1987, 1988, 1998, 2010, 2011, 2013 (17)
- Finnischer Vizemeister: 1908, 1909, 1914, 1915, 1916, 1919, 1929, 1933, 1936, 1937, 1943, 1965, 1973, 1975, 1980, 1982, 1983, 1984, 2007, 2009 (20)
- Finnischer Meisterschaftsdritter: 1945, 1946, 1947, 1966, 1972, 1979, 1986, 1989, 1991, 2000, 2001, 2012 (12)
- Europacup-Finalist 1988
- Finnischer Meister (Damen): 1986, 1987, 2011 (3)